# Nueva Vizcaya
Ne doit pas être confondu avec Nouvelle-Biscaye.
Nueva Vizcaya (litt. Nouvelle Biscaye) est une province des Philippines située dans la région de la vallée du Cagayan à Luçon. Sa capitale est Bayombong.

## Villes et municipalités
Municipalités
- Alfonso Castaneda
- Ambaguio
- Aritao
- Bagabag
- Bambang
- Bayombong
- Diadi
- Dupax del Norte
- Dupax del Sur
- Kasibu
- Kayapa
- Quezon
- Santa Fe
- Solano
- Villaverde

## Économie
- Mine de Didipio